# 오스왈도 비스카론도
오스왈도 아우구스토 비스카론도 아라우요(Oswaldo Augusto Vizcarrondo Araujo, 1984년 5월 31일 ~ )는 베네수엘라의 전 축구 선수로, 현역 시절 센터백으로 활약하였다. 과거 그는 베네수엘라 국가대표팀 선수로 활약했으며, 2011년 코파 아메리카에서 베네수엘라가 4위에 오르는데 일조하였다.

## 수상

### 클럽
카라카스
- 프리메라 디비시온 (3): 2003–04, 2006–07, 2008–09
- 토르네오 데 클라우수라 (2): 2004, 2007
- 토르네오 데 아페르투라 (1): 2003

온세 칼다스
- 토르네오 데 피날리사시온 (1): 2010

### 국가대표
- 코파 아메리카 (1): 4위 2011